# Szilvásújfalvi Anderkó Imre
Újfalvi Anderkó Imre, Szilvásújfalvi, Uyfalvius, Újfalvi Imre (1565 körül – 1616 után) református esperes-lelkész, bibliográfus, egyházi író.

## Élete
Sárospatakon tanult és itt 1587-ben segédtanár volt, 1589-től Nagybányán működött iskolamesterként. 1591. szeptember 11-től Wittenbergben iratkozott be az egyetemre, innen azonban helvét hitvallása miatt kiutasították 1592 végén. 1593 márciusától két évig a magyar coetusnak seniora volt. 1595. április 22-étől Heidelbergben volt akadémián, de nemsokára útnak indult és megfordult Svájcban, Hollandiában, Franciaországban és Angliában. Hazatérése után 1596. január 1-jén Debrecenben lett a zsidó nyelv és a számtan tanára. 1597. január 16-án jelen volt a tasnádi zsinaton mint debreceni rektor. 1599. június 3-án Debrecenbe rendelték papnak. 1604. február 22-én a csengeri zsinaton a debreceni egyházmegye esperesévé választották meg. 1607. január 1-jén Nagyváradon lett pap és a bihari egyházmegye esperese.
Külföldi tanulmányai során megismert presbiteriánus, puritán eszmék hatására javaslatot tett a püspöki intézmény felszámolására. A református ortodoxia nevében fellépő Hodászi Lukács, a tiszántúli egyházkerület püspöke egyházi zsinat elé idézte. Bár Újfalvi három egyházmegyét is megnyert nézetei számára, az 1610. november 7-én tartott nagyváradi zsinat vele szemben foglalt állást. Ezután lelkészi valamint esperesi állásától is megfosztották. Hodászi Lukács személyének megsértése vádjával 1612-ben a világi hatóság elé került és előbb a huszti majd váradi börtönbe zárták. Bethlen Gábor fejedelem 1614-ben visszaadta a szabadságát. 1616 után nem tudunk semmit további sorsáról.

## Az Újfalvi-per
1607-1616 időszak foglalja magába Újfalvi perét. A vita vallási csúcspontja 1611-1612 között érte el csúcspontját, az eddig feltárt adatok alapján. Több zsinati határozat, egyházi megbélyegzések, és többszörös bebörtönzés után sikerült elérnie a Tiszántúli Református egyház akkori püspökének, Hodászi Lukácsnak, hogy egyházi tisztségétől és lelkészjellegétől megfosztott Újfalvit a világi törvényszék elé vigyék. 
Az egyházi fórumokon született határozatokból rendkívül rövid és csak homályos kivonatok ismertek. A világi törvényszéki jegyzőkönyvből mutatjuk be néhány idézettel. "Nyilván vagyon kegyelmeteknek, mi legyen dolga Szilvás Ujfalvi Imrének, ki ennek előtte Váradi Prédikátor volt, az Eccl[esiá]kat sok időktől fogva megháborítván az igaz tudomány ellen, és az tanítók ellen, kiváltképpen az Superintendens [püspök] ellen sok káromló és szidalmazó beszédeket szólott"
"Elsőben incidisti in notam infidelitatis [hűtlensége vetemedtél.] Másodszor pejurus [hitszegő] vagy, mert nem egyszer már az Ecclesiában letett hitödöt megszegted. [...] Harmadszor scandalosus [botránkoztató] vagy, mert olyan botrankozást szerzettél, hogy már nem csak a közösséget, hanem sok fős tudós embereket is csaknem elfordítottál hitegedtéseddel. Negyedszer, blasphemus vagy mert azt mondottad, hogy az mely Szent Sacramentumokat mi kiszolgáltatunk nem is igazak. [...] Ötödször innovator vagy. [...] Hatodszor, homicida vagy, mert hitünkben nevünkben, tisztességünkben, tudományunkban [...] megöltél".
Újfalvi Kálvin tanaira hivatkozva verte vissza az ellene szóló támadásokat, majd a saját védelmére kelt és megpróbált válaszolni az ellene szóló vádpontokra. "Hogy Pápának mondottam ó, nem írtam elsőbben, sem [nem] én mondottam: Antichristusnak mondatik communiter minden valaki az Christusnak tisziben piszkál. [...] Quad praecipua capita accusiationis attinet [Ami pedig a vádpontokat illeti], infidelis nem vagyok, mert az Isten házában híven szolgáltam tehetségem szerint; én akár Erdélyhez, akár a Földhöz tartsam magamat, szabad vagyok vele. Ha ő kegyelméhez hűséggel tartoztam, ő kegyelme én hozzám azzal tartozott és sok dolgokat ellenem nem kellett volna cselekedni. Perjurus sem vagyok, mert az mire mgesküdtem, abban igyekeztem eljárni; ez a viszálykodás is abban esett, hogy abban igyekeztem eljárni. Ő kegyelme is megesküdött, hogy a Pápa tudományát rontja, mostan pedig építi. Scandalosus sem vagyok, mert nem scandallom az igazságnak tanítása, arról való írás, disputáció, kérdéskedés. Blasphemus sem vagyok, akik azok, suo loco megmondják. Innovator sem vagyok, mert nem innovator az, aki az igazságban töredkedik. Homicida sem vagyok az tisztesség dolgára nézve, mert senkit tisztességében meg nem sértettem; ha mit keményen szólottam, az religióra nézve szólottam, mint Christus és az Apostolok. [...] Babylino kurvának azért mondottam ő kegyelmét Püspök Uramot, hogy az éghez az földet öszve elegyítette." 'A per befejeztével 1612. február 22-én Szilvásújfalvit a váradi vár tömlöcébe vetették, majd pár nappal később más elítéltekkel együtt rabláncon a huszti várba szállították, és ott bezárták.'
Miután az 1612. február 22-én kimondott ítélet következtében Szilvásújfalvit bebörtönözték, a váradi református egyházközség nem maradt sokáig lelkész nélkül. A váradi lelkészi állást Baranyai Decsi István nyerte el. Baranyai Decsi István váradi lelkésszé való megválasztása sokáig szóbeszéd tárgya volt egyházi és társadalmi körökben. A 18. század végén élt Keresztesi József váradi lelkész-esperes egyháztörténeti protocollumának egyik lapján Baranyai Decsi István neve mellett az a bejegyzés található, hogy „ennek feleségét szerette Báthori Gábor fejedelem". A köztudottan nagytermészetű Báthori Gábor fejedelemnek rövid pályafutása alatt számos szerelmi ügye volt Erdély-szerte. A politikai vonzatokkal is bíró Imreffyné-féle affér mellett Báthori Gábornak számos helyi vonzatú kapcsolata is volt. Valószínű, Keresztesi József is egy ilyen heves, de rövid kapcsolatra céloz Báthori Gábor és Baranyai Decsi István lelkész felesége között. Arról nem szólnak a korabeli feljegyzések, hogy Baranyai Decsi István váradi lelkészi kinevezése és a fejedelemnek ennek feleségével folytatott viszonya között van-e összefüggés. A kor viszonyait tekintve könnyen elképzelhető, hogy a fejedelem a váradi elsőlelkészi hivatallal szelídítette meg a lelkész férfiúi büszkeségét.
Szilvásújfalvinak nem kellett sokat raboskodnia a huszti várbörtönben. Báthori Gábor fejedelmet 1613. október 27-én a váradi vár Velencére néző kapuja mellett meggyilkolták. Bethlen Gábornak, az új fejedelemnek egyik első ténykedése Szilvásújfalvi ügyének rendezése volt. Bethlen Gábor fejedelem valószínűleg jól ismerhette Szilvásújfalvi mozgalmát, mert maga a fejedelem is jártas volt az egyházi és hitbeli kérdésekben. Bethlen Gábor, bár valószínűleg igazságtalannak tartotta a Szilvásújfalvi ügyében hozott ítéletet, mégsem rehabilitálta a lelkészt. Mivel annak elítélése nemcsak egyházi, hanem politikai kérdés is volt, Bethlen Gábor nem vállalhatta rehabilitálásának kockázatát, hiszen tisztában lehetett azzal, hogy az amúgy is törékeny erdélyi közállapotokat könnyen összezavarhatja egy ilyen döntés. Másrészt pedig a zavaros időkben Bethlennek valószínűleg nem volt szüksége a lánglelkű lelkész újító mozgalmára, és Szilvásújfalvi mozgalmának teológiai helyessége ellenére nem akarta bolygatni a fontos politikai háttértámogatást adó református egyházat.
Bethlen Gábor Szilvásújfalvit is megsegítette, és a református egyháznak is igazat adott, amikor Szilvásújfalvi meghatározatlan időre szóló börtönrabságát örökös száműzetésre változtatta.
1613-ban Hodászi Lukács is elhunyt. Mire Szilvásújfalvi kiszabadult a fogságból, nagy ellenfele már nem élt. Hodászi Lukács püspök utóda a tiszántúli egyházkerület püspöki székében Milotai Nyilas István lett. Milotai Hodászi Lukács temetésén hosszú beszédben méltatta az elhunyt püspök érdemeit, ami nyilvánvalóvá tette, hogy Milotai is Hodászi egyházkormányzati politikáját fogja követni. Valóban, Szilvásújfalvi reformkövetelése után több mint húsz évig fel sem merült a református egyházkormányzati reform kérdése.
A száműzetésre ítélt Szilvásújfalviról nem sokat tud az egyháztörténet. Nincsenek arról híradások, hogy ismét elkezdte volna reménytelen küzdelmét. Valószínű, hogy szabadon bocsátása után nem hagyta el azonnal Erdély és Magyarország területét, mert 1615. május 15-én egy Milotai Nyilas István által összehívott zsinat még foglalkozott Szilvásújfalvival: ismételten megfosztották palástviselési jogától. Ezen a zsinaton felolvastak egy Pareus Dávid által Szilvásújfalvi ügyében írt levelet. Pareus tudta, hogy Szilvásújfalvit börtönbe vetették, mert megkésett levele nem volt a legkedvezőbb az akkor már nem is élő Hodászira és a magyar református egyházkormányzatra nézve. Pareus egyenesen megírta, hogy a magyar reformátusok „superintendenst ismervén, maguk között visszaállítják a pápai zsarnokságot és [a magyar református zsinatok] visszaélnek az egyházi hatalommal, mivel a superintendensnek hatalmat adnak, hogy a hibázó lelkészeket bebörtönöztesse".
Milotai Nyilas István püspök valószínűleg nem fogadta el Pareus Dávid érvelését, mert a Szilvásújfalvi-ügyet lezártnak tekintve 1615. május 29-én olyan levélben kereste meg az összes erdélyi és magyarországi vármegyét, amelyben a száműzött tudós férfiút veszedelmes emberként festi le, és megtiltja, hogy valahol valaminek felvegyék.
Szilvásújfalvi a következő évben még egyszer feltűnik az írott forrásokban. A méltatlanul elűzött és palástjától véglegesen megfosztott váradi lelkész bujdosásában eljutott Kolozsvárra is. A kolozsvári városi számadás-könyvbe 1616. február 2-án a kolozsvári sáfárpolgár, Ombozi Pál bejegyezte, hogy „Bíró uram hagyásából szegény prédikátornak, melyet a religióért rabságban tartottanak az ellenkező atyafiak, annak elszabadulván adtam borra, húsra és kenyérre fl[orenos]." A lap szélén más, de ugyanabból a korból származó kézírással be van jegyezve: „Emericus Wj faluj." Ugyanabban a számadáskönyvben február 3-án még egy beírás van: „Adtam ismét az szegény prédikátornak B[iro] V[ram] h[agyásából] ételre és italra való költségekre tt fl[orenos]."
A bujdosó lelkészt valószínűleg a kolozsvári első lelkész és esperes közbenjárására segítették meg ilyen bőkezűen. Kolozsvár református lelkésze és esperese Maróti Traszki Lukács volt, akit régi jó barátság fűzött Szilvásújfalvihoz. Az ő közbenjárására adtak Szilvásújfalvinak salvus conductust, ami biztosította a számkivetett lelkipásztor számára, hogy máshol is kapjon élelmet és szállást, valamint megóvta a tudós férfiút attól, hogy útközben megalázzák.
Szilvásújfalvi Kolozsvárról kelet felé ment, utolsó feljegyzésünk róla Bod Pétertől származik, aki szerint „az idegen földön nyomorultul hólt meg". Az idegen föld a Moldvai Fejedelemség lehetett, mert Szilvásújfalvi kelet felé hagyta el az Erdélyi Fejedelemséget, és soha nem tért vissza. Mivel 1616-ban már közel hetvenéves volt, valószínűleg nem tudta sokáig hordozni megaláztatását és nem élhetett már sokat.
Szilvásújfalvi Anderkó Imre volt a református egyházkormányzat püspöki rendszere ellen fellépő első magyar puritán lelkész. A lánglelkű lelkész emléke még sokáig élt váradi gyülekezetében és a váradi kollégiumban, amelynek ifjúsága nem szűnt meg ápolni maga között a hajthatatlan férfiú eszméit.
Szilvásújfalvi váradi tevékenysége és puritanista nézetei előkészítették Várad puritán korszakát. Az 1640–1660 között virágzó váradi puritán kör lelkészei és tanítói továbbépítették a Szilvásújfalvi által megfogalmazott eszméket. Várad egyházi élete, művelődése és a váradi schola a váradi puritanizmus két évtizedében élte meg mindenkori történetének virágkorát.

## Munkái
- Szikszai (Basilius Fabrius), Nomenclatura seu Dictionarium Latino-Ungaricum ... Editio prioribus limatior et auctior, cum indice duplici opera Emerici A. Uyfalvii. Debrecini, 1590, 1592, 1593, 1597 (ezt a kiadást U. rendezte sajtó alá). Sárvár, 1602, Debrecen, 1619, Bártfa, 1630
- Halotti Énekek ... Debrecen, 1598 (Újabb kiadásai: 1602, 1606, 1620, 1632. Uo. Lőcse, 1654, Várad, 1654)
- Keresztyéni énekek / Halot temeteskorra valo enekek azoknak kedvokert kik illyen utolso szűkségben foglalnak, őszve szedegettettek, és ki bocsatottak; fakszimile szöveggond. Kőszeghy Péter, tan. Ács Pál; hasonmás kiad.; Balassi–MTA Irodalomtudományi Intézet–OSZK, Bp., 2004 (Bibliotheca Hungarica antiqua)
- Keresztyéni énekek... Debrecen, 1602
- O és Uy Kalendarvm ... 1599. esztendőre. Debrecen, 1598